# Sedef Şahin
Sedef Şahin (* 14. Mai 1992 in Istanbul) ist eine türkische Schauspielerin.

## Leben und Karriere
Şahin wurde am 14. Mai 1992 in Istanbul geboren. Sie besuchte die Özel Pera Güzel Sanatlar Lisesi. Danach studierte sie an der Universität Istanbul. Ihr Debüt gab sie 2003 in der Fernsehserie Patron Kim. Von 2005 bis 2006 spielte Şahin in der Serie Belalı Baldız die Hauptrolle. Zwischen 2007 und 2008 wurde sie für die Serie Sevgili Dünürüm gecastet. 2015 war sie in der Serie Acil Aşk Aranıyor zu sehen. Unter anderem trat sie 2016 in Diriliş Ertuğrul auf. 2023 bekam sie eine Rolle in Demir Kadın: Neslican.

## Filmografie
- 2003: Patron Kim
- 2004: Avrupa Yakası
- 2005–2006: Belalı Baldız
- 2007–2008: Sevgili Dünürüm
- 2011–2012: Adını Feriha Koydum
- 2012: Adını Feriha Koydum: Emir'in Yolu
- 2015: Acil Aşk Aranıyor
- 2016: Diriliş Ertuğrul
- 2023: Demir Kadın: Neslican
- 2023: Serçenin Gözyaşı